# Visite

Ärztliche Visite während der Arbeitstherapie in einer psychiatrischen Einrichtung in Lippstadt, um 1900

Die Visite (lat.: visitare = besuchen), auch ärztliche Visite, bezeichnet im Krankenhaus das Aufsuchen des Patienten am Krankenbett durch einen oder mehrere Ärzte. Als Visite wird auch der hausärztliche Besuch des niedergelassenen Arztes bei seinen Patienten bezeichnet.

## Beschreibung
Im Krankenhaus bzw. der Klinik nimmt die regelmäßige, in der Regel einmal täglich (meistens vormittags) stattfindende Visite eine wichtige Rolle im Ablauf des Stationsbetriebes ein, bei der Diagnostik und Therapie für den Patienten festgelegt werden. Dabei nimmt manchmal eine ganze Gruppe (z. B. Chefarzt, Stationsarzt, Studenten, Gesundheits- und Krankenpfleger) an der Visite teil.
Als Spezialformen gibt es unter anderem die Kurvenvisite (die Bezeichnung leitet sich von dem Umstand ab, dass dabei lediglich die Fieberkurven und die Pflegedokumentation herangezogen und die Patienten nicht persönlich aufgesucht werden) und die Chefarztvisite (meist einmal wöchentlich informiert sich der Chefarzt über die Patienten in seiner Abteilung und unterrichtet am Krankenbett).
Bei dem Gespräch anlässlich der Visite soll der Patient seine Beschwerden und Probleme äußern können und Informationen zum weiteren Vorgehen erhalten. Zum anderen soll sich der Arzt über Fortschritt oder mögliche Fehlschläge der Therapie am Patienten vergewissern und mit seinen Mitarbeitern das weitere Vorgehen abstimmen.
Bei der Visite im Krankenhaus wird der Klinikarzt in der Regel von Mitarbeitern aus dem  Pflegedienst begleitet. In Kliniken, die Medizinstudenten im praktischen Jahr haben, nehmen auch diese zu Ausbildungszwecken teil. Bei Privatpatienten besteht bei Wahlleistungsvereinbarung ein Anspruch auf Chefarztbehandlung, d. h. entweder der Chefarzt visitiert den Patienten oder ein von ihm beauftragter Arzt führt die Visite nach dessen Anweisungen aus.
Schon die Muslime im 10. Jahrhundert kannten die Visite, fast im Sinne moderner ganzheitlicher Methoden. Dort wurde der Patient sowohl nach seinem körperlichen wie auch nach seinem seelischen Befinden befragt.

## Aufgaben der Visite aus ärztlicher Sicht
- Sichtung der aktuellen Untersuchungsergebnisse
- Anamnese
- körperliche Untersuchung
- Dokumentation des Krankheitsverlaufs
- Anordnungen / Verordnungen (üblicherweise schriftlich (Anordnungsblatt) oder mündlich an eine begleitende Pflegekraft)
  - Verlegung: intern (z. B. auf die Intensivstation) oder extern (z. B. in eine Rehaklinik)
  - Medikamente und Anpassung der Dosierungen
  - Diät
  - therapeutische Maßnahmen wie Krankengymnastik
  - pflegerische Maßnahmen
  - Untersuchungen wie Röntgen, Labor, Endoskopien
  - Anforderungen von Konsilen (Untersuchungen und Beratung durch Ärzte gleicher oder anderer Fachrichtungen)
  - Operationen planen und Anweisungen zu deren Vorbereitung
- Supervision nachgeordneter, evtl. noch in Ausbildung befindlicher Ärzte (Chef- und Oberarztvisite)[1] und Ausbildung von Medizinstudenten
- Entlassung nach Hause oder Pflegeheim

## Aufgaben der Visite aus Patientensicht
- Informationsvermittlung über
  - die Erkrankung und deren körperliche, psychische und soziale Auswirkungen auf den Patienten
  - Diagnostik- und Therapiemaßnahme
- Anleitung und Hilfe beim Zurechtfinden in der Krankenrolle

## Häufige Probleme
Anhand von Visitenanalysen zeigt sich eine ungleiche Berücksichtigung der Zielsetzungen der Gesprächspartner (Patient-Arzt-Beziehung). Die ärztliche Zielsetzung der Visite steht deutlich im Mittelpunkt, wohingegen die Sichtweise des Patienten nur am Rande berücksichtigt wird. Somit wird ein latenter Konflikt ausgelöst.
Im Visitengespräch kann der ärztliche Gesprächsschwerpunkt auf den körperlichen Beschwerden des Patienten liegen. In diesem Fall wird der Patient nur fragmentiert wahrgenommen, so dass psychische und soziale Bereiche dann eher seltener thematisiert werden.

„Bleibt die Wahrnehmung des Kranken durch den Arzt unvollständig, fragmentiert, oberflächlich oder auf ein hervortretendes Störungssymptom beschränkt, wird die Diagnose unzureichend ausfallen.“

Linus Geisler zählt typische Kommunikationsmängel und -defizite der Visite auf:
- Die Hälfte der Beschwerden des Patienten kommen nicht zur Sprache.
- Ärzte erhalten nur wenig Auskunft über die Bedeutung der Erkrankung für den Betroffenen und ihre emotionalen und sozialen Folgen.
- Arzt und Patient stimmen in mehr als der Hälfte der Fälle nicht über das hauptsächliche Gesundheitsproblem des Patienten überein.
- Die Patientenvisite im Krankenhaus wird wesentlich bestimmt durch das Rollenverständnis der Interaktionspartner.
- Als Spezifikum der Visite im Krankenhaus kommt hinzu, dass es sich um Kommunikation unter institutionellen Bedingungen handelt.

Thomas Bliesener nennt die traditionelle Visite schlichtweg einen „verhinderten Dialog“.
Linus Geisler weist auf das dialogische Denken aus der humanistischen Medizin hin, das mit der sprechenden Medizin verbunden sei: „Das dialogische Denken wurde in den zwanziger Jahren des vorigen Jahrhunderts von den "Philosophen des Dialogs" wie F. Ebner, M. Buber, F. Rosenzweig, G. Marcel und V. v. Weizsäcker entwickelt, dem auch der Begriff der "sprechenden Medizin" zugeschrieben wird.“ (2003; s. u. Weblinks)

## Eigenschaften des Visitengesprächs
- Durchschnittlich liegt die Visitenzeit bei drei bis vier Minuten.[5][6] (Dabei ist die Redezeit des Arztes doppelt so lang wie die des Patienten.)[7][8]
- Durchschnittlich nehmen am Visitengespräch von medizinischer Seite drei Personen teil.[5][6]
- Durchschnittlich stellt der Patient bei der Visite nur eine bis zwei Fragen.[6]
- Dem gegenüber stellte der Arzt dem Patienten sechs bis acht Fragen.[7][6]
- Durchschnittlich wird jedes zweite Visitengespräch in seinem Ablauf gestört.[6]